# Fundación Jaime Guzmán
La Fundación Jaime Guzmán (FJG) es un think tank chileno de ideología gremialista y conservadora, creado en 1991 tras el asesinato del senador del partido Unión Demócrata Independiente (UDI) Jaime Guzmán con el objetivo de «preservar el ideario del senador».
La fundación está ligada a dicha colectividad de derecha.

## Historia

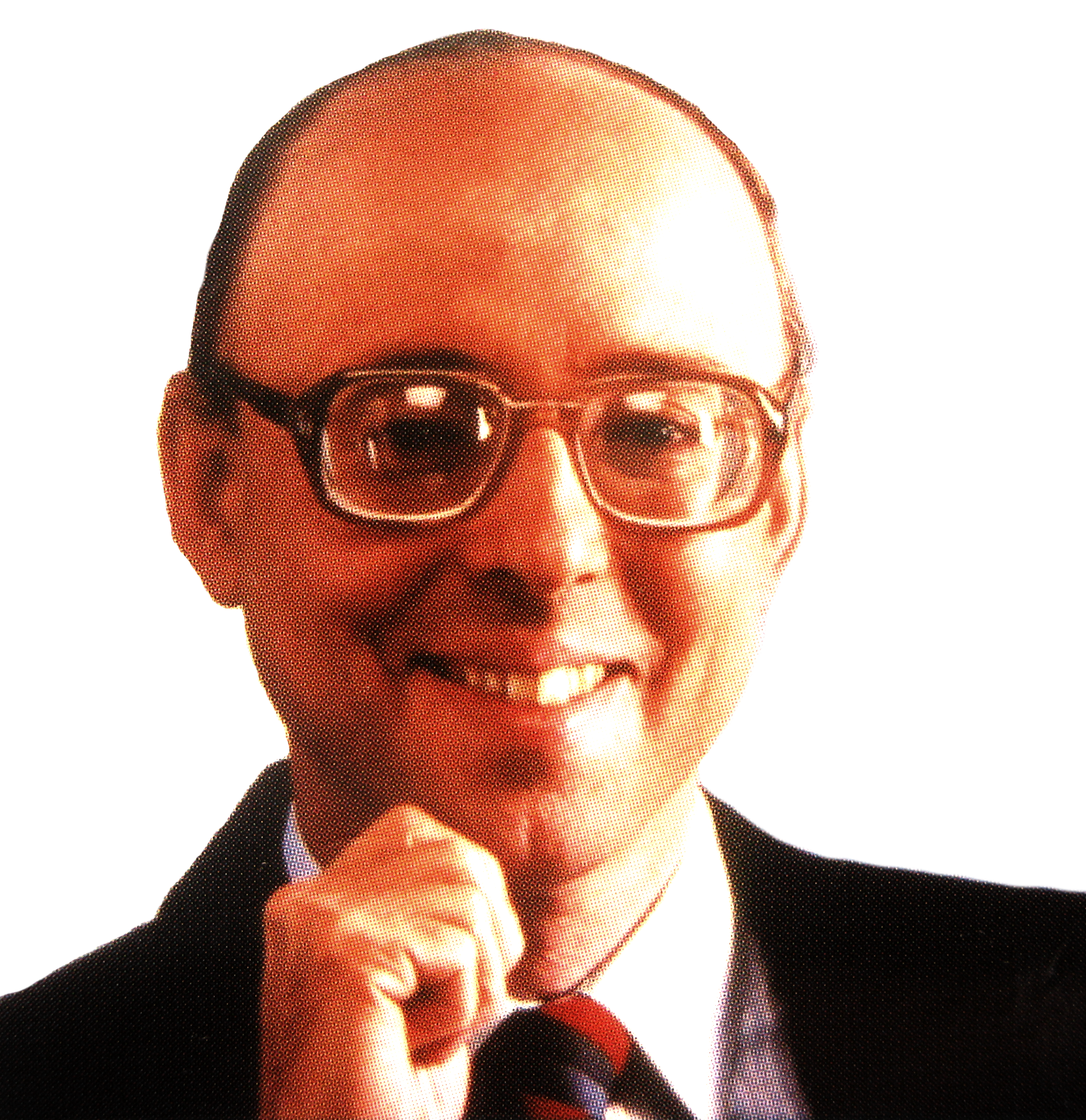
Jaime Guzmán

La Fundación se creó en 1991, tras el asesinato de Jaime Guzmán con el «objetivo de que el ideario del senador formara e inspirara a las futuras generaciones».
Su primera etapa de trabajo consistió en recopilar y organizar la biblioteca y el archivo personal de Guzmán; posteriormente, la fundación inició diversos programas de capacitación y formación gremialista. Así se creó el «Bachillerato en Servicio Público» y se comenzaron a realizar seminarios y cursos formativos a lo largo de todo el país.
En 2000 nació el programa «Jóvenes al Servicio de Chile», iniciativa que agrupaba a jóvenes a trabajar en comunas apartadas del país, ya sea en municipalidades, corporaciones, fundaciones y ONG’s.
Con el correr de los años, la fundación empezó a asesorar legislativamente a diputados y senadores de la Unión Demócrata Independiente, partido político de derecha conservadora creado por el propio Guzmán en 1988. Actualmente se considera a la FJG como una institución ligada directamente al partido, teniendo influencia en su directorio, financiamiento y operación.
De igual forma, en los dos gobiernos de Sebastián Piñera  (2010-2014 y 2018-2022), la fundación asesoró en materia de políticas públicas tanto al gobierno como a la coalición oficialista Chile Vamos. En 2021 la fundación empezó a asesorar a distintos parlamentarios del Partido Republicano, tienda de extrema derecha populista.

## Relaciones internacionales
La Organización de las Naciones Unidas (ONU) acreditó a la Fundación Jaime Guzmán como una organización no gubernamental con estatus consultivo, lo que le permite participar en foros internacionales sobre temas de derechos humanos, económicos, de familia y medio ambiente, entre otros.

## Directorio
El directorio está conformado por:
- Juan Eduardo Ibáñez
- Hernán Larraín
- Andrés Chadwick
- Edmundo Eluchans Urenda
- Francisco Moreno Guzmán
- Ernesto Illanes
- Jorge Jaraquemada (director ejecutivo)